# Ильфельд (сообщество)
Ильфельд (нем. 	Uehlfeld	, произношениео файле: Уельфельд) — административное сообщество (нем. Verwaltungsgemeinschaft) в Германии, в восточной части района Нойштадт-ан-дер-Айш-Бад-Виндсхайм административного округа Средняя Франкония Республики Бавария. Административное сообщество состоит из трёх общин: одной сельской (Герхардсхофен) и двух ярмарочных.

## Общие сведения
Администрация по управлению сообществом расположена в Ильфельде:
- 91486 Ильфельд, Розенхофштрасе, 6 (нем. Rosenhofstraße 6, 91486 Uehlfeld);
- председатель административного сообщества Юрген Мёниус (община Герхардсхофен);
- коды автомобильных номеров — NEA, SEF, UFF.

## Этимология
Название административного сообщества происходит от ойконима и топонима ярмарочной общины, а заодно и политической общины Баварии — Ильфельд.

## Территория и население
| Локальный ключ VB | Общины (муниципалитеты) | Территория, га (31.12.2015) | Население (оценка на 31.12.2015), чел. | Плотность, чел./км² | Землеобес- печенность, м²/чел. |
| 5522              | Сообщество в целом      | 7901,62                     | 7146                                   | 90,44               | 11 057,4                       |

| 09 575 125 | Герхардсхофен | 2720,73 | 2529 | 92,95 | 10 758,13 |

| 09 575 117 | Даксбах | 2057,79 | 1705 | 82,86 | 12 069,15 |

| 09 575 167 | Ильфельд | 3123,1 | 2912 | 93,24 | 10 724,93 |

## Сообщество
Контактная группа сообщества оказывает населению и предпринимателям 305 видов всевозможных услуг..

## Властные и судебные структуры
Контроль за соблюдением законодательства на территории сообщества осуществляют 36 властных и судебных структур Баварии, включая районное управление. Ближайшая полицейская инспекция располагается в городе Нойштадт-ан-дер-Айш.

## Экономика

#### Транспорт
- Воздушный транспорт
  -  Ближайший международный аэропорт — Альбрехт Дюрер (Нюрнберг);
  -  Местные аэропорты: Бад-Виндсхайм и Нойштадт-ан-дер-Айш.

#### Связь
| Почтовые индексы | Почтовые индексы |
| Община           | Почтовый индекс  |
| ---------------- | ---------------- |
| Герхардсхофен    | 91466            |
| Даксбах          | 91462            |
| Ильфельд         | 91486            |

| Телефонные коды | Телефонные коды |
| Община          | Телефонный код  |
| --------------- | --------------- |
| Герхардсхофен   | +49 (0)9163     |
| Даксбах         | +49 (0)9163     |
| Ильфельд        | +49 (0)9163     |